# Psi1 Piscium
Psi1 Piscium (ψ1 Piscium, förkortat Psi1 Psc, ψ1 Psc)  är en trippelstjärna belägen i den norra delen av stjärnbilden Fiskarna. Den har en kombinerad skenbar magnitud på 5,27 och är svagt synlig för blotta ögat där ljusföroreningar ej förekommer. Baserat på parallaxmätning inom Hipparcosuppdraget på ca 5,1 mas, beräknas den befinna sig på ett avstånd på ca 280 ljusår (ca 84 parsek) från solen. Stjärnan rör sig genom Vintergatan med en hastighet av 22,5 km/s i relation till solen. Dess projicerade galaktiska omloppsbana ligger mellan 22 800 och 24 300 ljusår från galaxens centrum.

## Egenskaper
Primärstjärnan Psi1 Piscium A är i sig en snäv blå till vit dubbelstjärna i huvudserien med en omloppsperiod på 14,44 år och av spektralklass A1 V + A4 V. Huvudstjärnan har en radie som är ca 2,5 gånger större än solens och utsänder från dess fotosfär ca 51 gånger mera energi än solen vid en effektiv temperatur av ca 9 500 K.
Följeslagaren Psi1 Piscium B är även den en blå till vit stjärna i huvudserien av spektralklass A0 Vn med en skenbar magnitud av 5,46. Den har en radiell hastighet av - 7,2 km/s.